# Einbaum von Jemgum

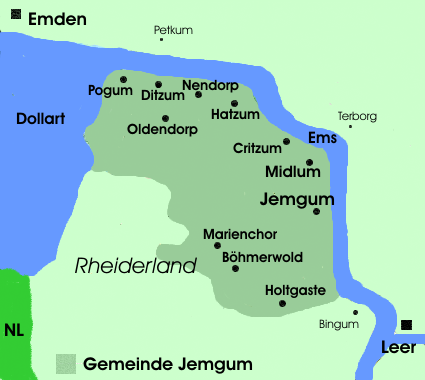
Lage von Jemgum

Der Einbaum von Jemgum wurde 2009 bei einer Ausgrabung am Erdgasspeicher von Jemgum im Landkreis Leer in Niedersachsen freigelegt. Es handelt sich um das Vorderteil eines Einbaums aus Eichenholz. Das Heck wurde abgeschlagen. Die erhaltene Länge beträgt etwa 4,7 Meter.
Vermutlich mündete an der Fundstelle ein Priel in die Ems, der mit einem Damm und einem Siel verschlossen war. Der Einbaum war nach seiner eigentlichen Verwendung im Damm verbaut worden. Man hatte ihn mit einem Holzpfosten arretiert und dazu eine Öffnung in den Rumpf geschlagen.
Während das Siel in die Römische Kaiserzeit datiert, stammt der Einbaum den 14C-Messungen zufolge aus dem 7. Jahrhundert n. Chr. Die zeitliche Diskrepanz kann man sich nicht erklären.
In den letzten 100 Jahren sind in Ostfriesland neun Einbäume oder andere Wasserfahrzeuge entdeckt worden, doch hat keines die Zeit überdauert. So ist der Einbaum von Jemgum das älteste erhaltene Wasserfahrzeug Ostfrieslands.